# Pinque
Ce type de bâtiment est mal connu. Le terme Pinque apparaît pour la première fois au XVIIIe siècle avant de disparaître au XIXe siècle. Le genre même de son nom est imprécis. Certains textes parlent de pinques au masculin, mais dans le dictionnaire du Capitaine de Bonnefoux, daté de 1855, elles sont du genre féminin, quant à l’amiral Pâris, dans ses Souvenirs de marine conservés, il utilise d’une planche à l’autre tantôt le féminin, tantôt le masculin.

## Historique
L'expansion du commerce maritime fin XVIIe siècle début XVIIIe siècle conduit les armateurs à commander de nouveaux bateaux aux chantiers génois qui construisent des barques de négoce appelées pincos, terme qui sera francisé en pinque. Vers la fin du XVIIIe siècle, les marins leur préfèrent des bâtiments plus manœuvrant, avec une moindre prise au vent, la pinque se caractérisant en effet par sa poupe assez relevée, à la manière des Caravelles.

## Typologie
C'était un bateau de type tartane de fort tonnage, de l'ordre de 200 à 300 tonneaux, utilisé principalement en Méditerranée. Certaines pinques étaient gréées en chebecs, d'autres avaient des antennes portant des voiles auriques. Si on se réfère à Chapman, ce bateau était gréé à trois mâts à voiles carrées, en seneau, en brigantin ou en sloop. L’amiral Pâris en définit le gréement comme étant constitué de trois mâts de type latin avec possibilité de substituer les voiles latines par des voiles carrées. L’iconographie nous présente des pinques entièrement gréées en voiles carrées. Il est vraisemblable que le gréement était fonction du type de navigation et de la destination, certaines pinques s'aventurant jusqu'aux Antilles.
La mâture, suivant les sources, est avec hunes ou à pible.
En période de guerre, les pinques pouvaient être armées de pierrus et de petits canons.

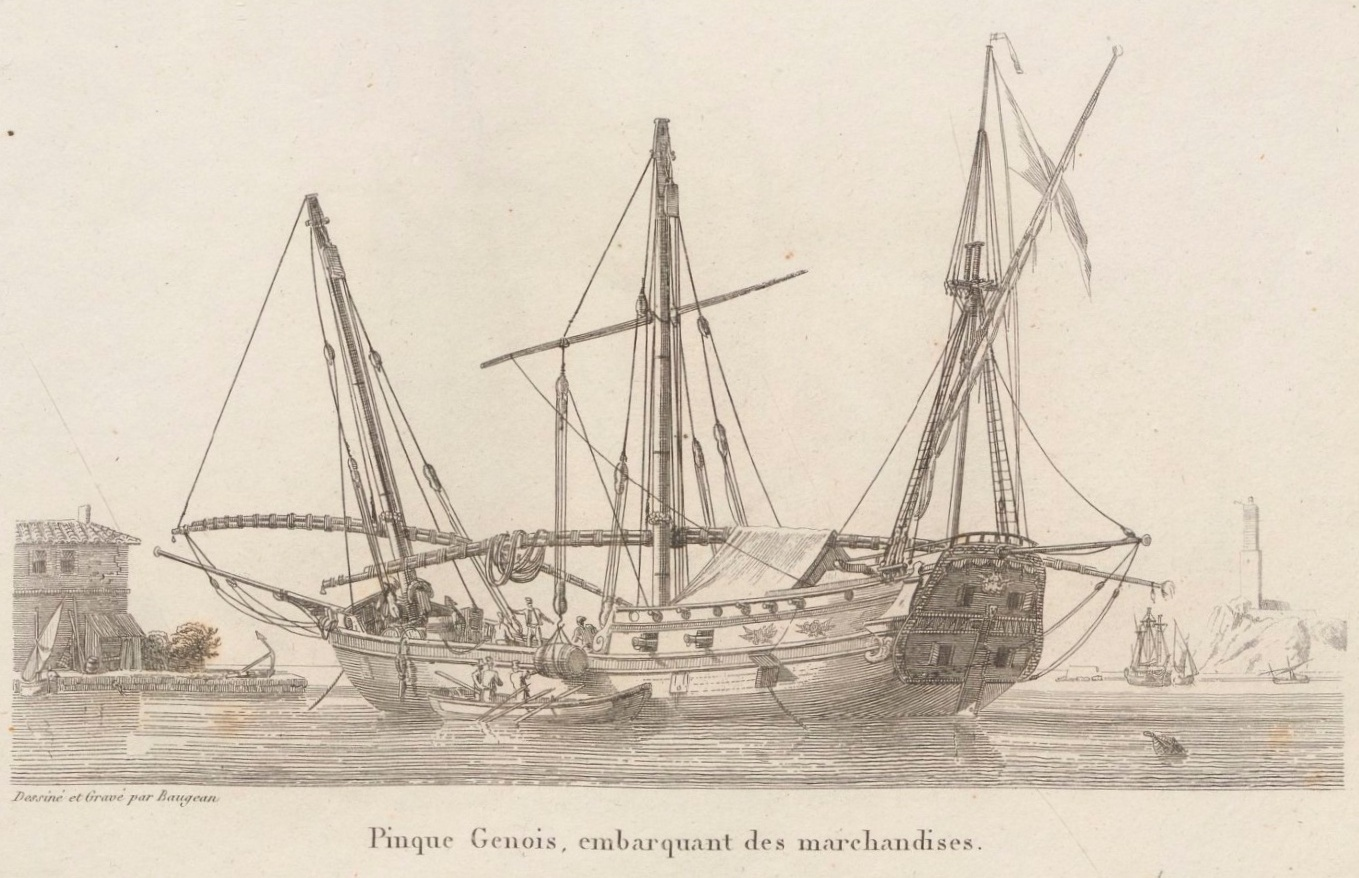
Pinque génois armé embarquant des marchandises au début du XIXe siècle.
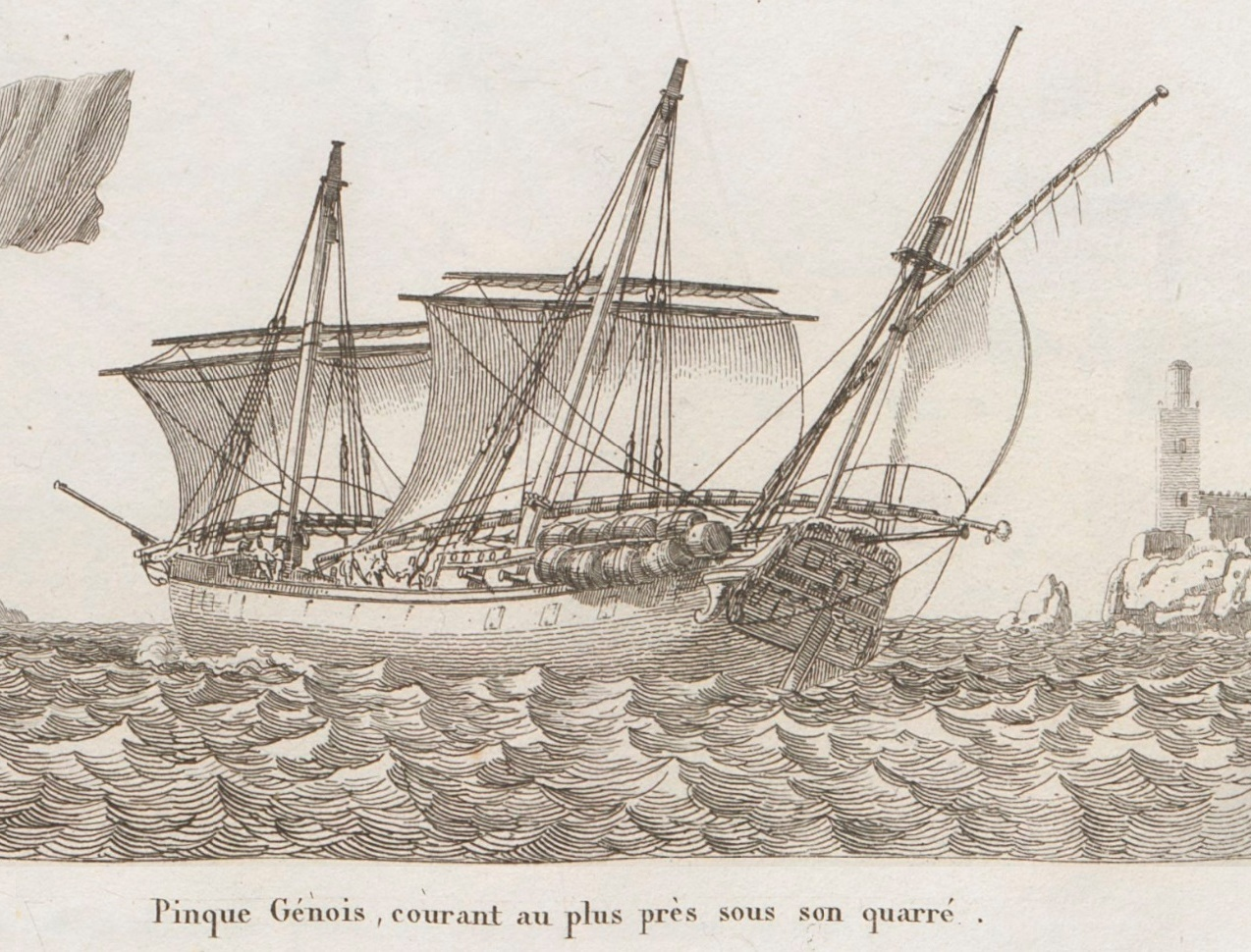
Pinque génois naviguant au plus près.
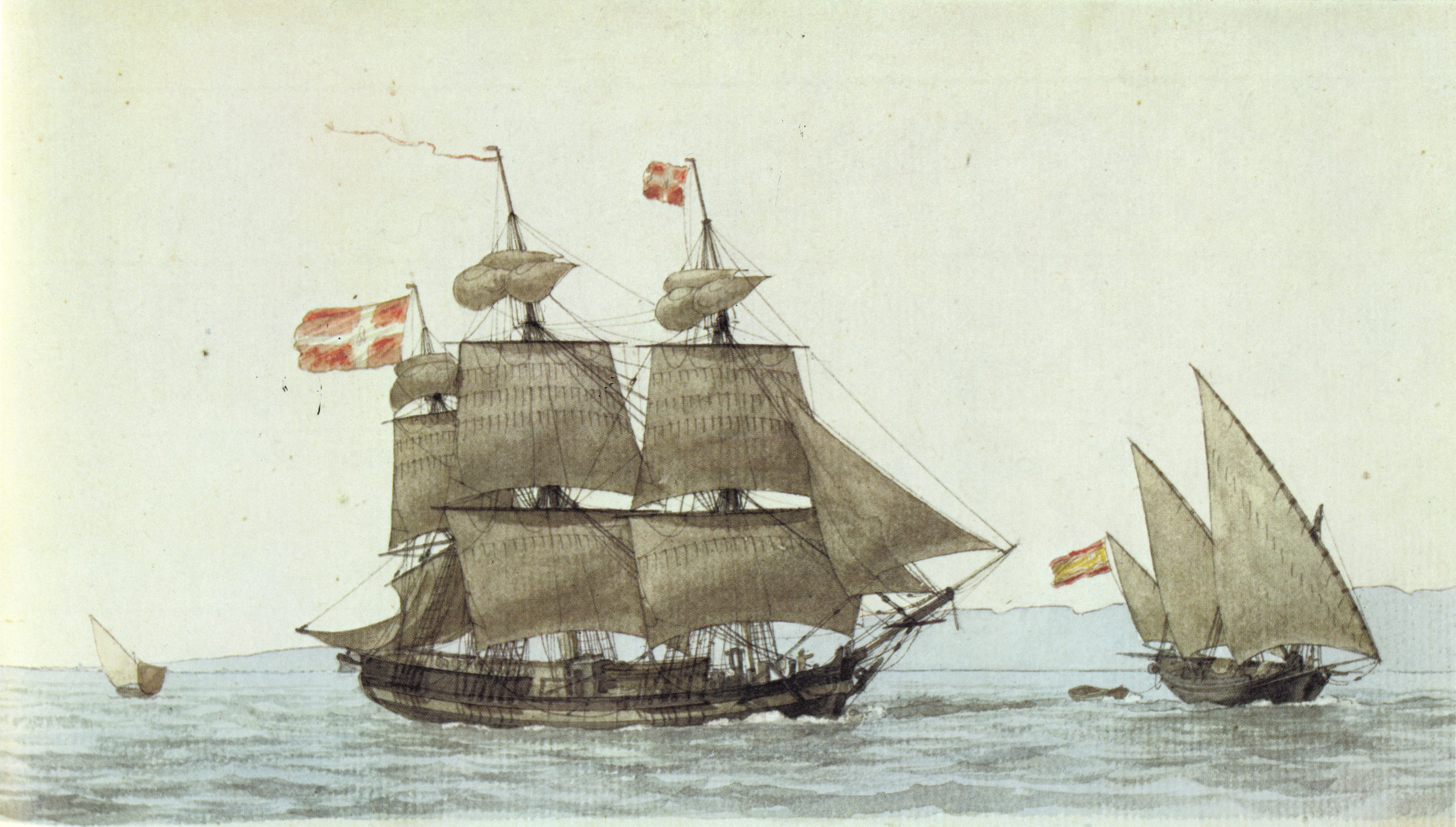
Trois-mâts danois et pinque espagnole, par Antoine Roux.
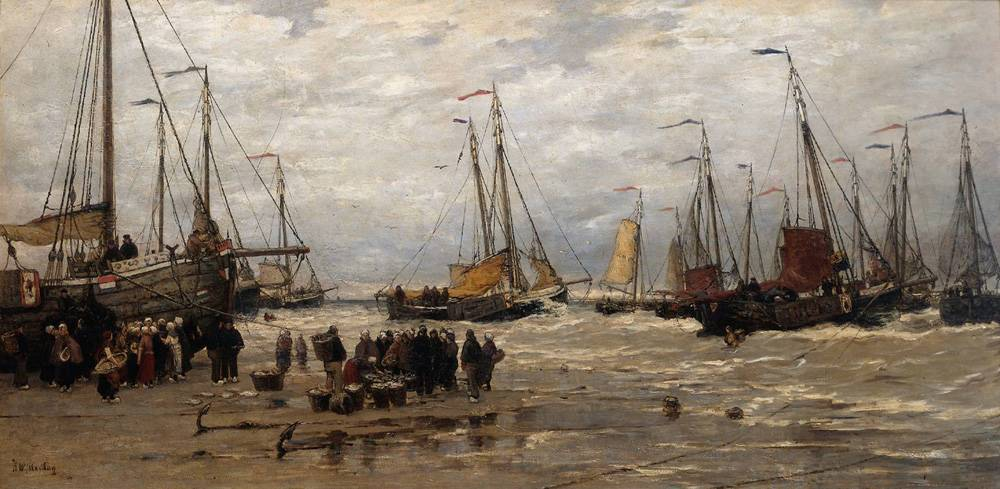
Des pinques de pêcheurs sur des brisants vers 1875 - 1885 par Hendrik Willem Mesdag.